# Francisco de Ascensão Mendonça
Francisco de Ascensão Mendonça (30 de mayo de 1889 - 28 de septiembre de 1982) fue un botánico y explorador portugués.
Realiza intensos muestreos y estudios en misiones botánicas, sobre la Flora de Mozambique y de Angola.

## Obra
- Itenerário fitogeográfico da campanha de 1942 da missão botânica de Moçambique. Lisboa, Junta das Missões Geográficas e de Investigações Coloniais. 1948

- De como a taxonomía serve a economía. Lisboa. 1950, 24 p.

Se poseen 184 registros IPNI de sus descripciones y nombramientos de nuevas especies, la mayoría en coautoría con su colega, el inglés Exell.
- La abreviatura «Mendonça» se emplea para indicar a Francisco de Ascensão Mendonça como autoridad en la descripción y clasificación científica de los vegetales.[1]